# Sistema aïllat
En ciències naturals, un sistema aïllat és un sistema físic sense cap intercanvi amb l'exterior: ni la matèria ni l'energia hi poden entrar ni en poden sortir, sinó que tan sols es poden moure pel seu interior. Els sistemes realment aïllats no poden existir a la naturalesa –excepte, potser, el mateix Univers– i, per tant, es tracta d'un concepte solament hipotètic. El sistema aïllat obeeix, en particular, la primera de les lleis de la conservació: la seva energia i massa total es manté constant.
El sistema aïllat es pot comparar amb el sistema tancat, el qual pot intercanviar energia amb l'entorn però no matèria, i amb el sistema obert, que pot intercanviar tant matèria com energia. El concepte de sistema aïllat pot ser un model útil per aproximar moltes situacions del món real. És una idealització acceptable utilitzada per construir models matemàtics de certs fenòmens naturals; per exemple, el Sol i els planetes del sistema solar o el protó i l'electró de l'àtom d'hidrogen solen ser tractats com sistemes aïllats.